# Saab 36
Saab 36 (známý také pod označením Projekt 1300) byl projekt nadzvukového bombardéru vzniklý v 50. letech 20. století u švédské společnosti Saab. Měl být schopen nesení jaderné zbraně o hmotnosti 800 kg, svrhované volným pádem, ale švédský program vývoje jaderných zbraní byl ukončen v 60. letech, a vývoj projektu 1300 byl opuštěn již v roce 1957.
Saab 36 měl mít delta křídlo, podobně jako stíhací Saab 35 Draken, a poháněn měl být dvojicí proudových motorů Bristol Olympus britského původu, stejných pohonných jednotek jaké byly použité u typu Avro Vulcan.

## Specifikace (projektované)

### Technické údaje
- Osádka: 1 (pilot)
- Délka: 17 m
- Rozpětí: 9,6 m
- Nosná plocha: 54 m²
- Výška: 2,36 m
- Prázdná hmotnost: 9 000 kg
- Vzletová hmotnost: 15 000 kg
- Pohonná jednotka: 2 × proudový motor Bristol Olympus
- Tah pohonné jednotky: 44 kN (10 000 lbf) každý

### Výkony
- Maximální rychlost: M = 2,14
- Praktický dostup: 18 000 m

### Výzbroj
- 1 × jaderná puma o hmotnosti 600–800 kg